# Sukaresik (Sindangkasih)
Sukaresik is een bestuurslaag in het regentschap Ciamis van de provincie West-Java, Indonesië. Sukaresik telt 3727 inwoners (volkstelling 2010).